# 4114 Ясноржевська
4114 Ясноржевська (4114 Jasnorzewska) — астероїд головного поясу, відкритий 19 серпня 1982 року.
Тіссеранів параметр щодо Юпітера — 3,406.